# Hans Hergin
Håkan Hans Enok Hergin, före 1943 Håkanson, född 2 juli 1910 i Döderhults socken, död 16 december 1988 i Täby, var en svensk författare och journalist.

## Biografi
Fadern var stenhuggare och det var också det yrke som Hergin till en början, från fjorton års ålder, kom att ägna sig åt. Nästa steg i yrkeslivet blev att efter värnpliktstjänstgöringen börja arbeta på Östra Smålands lokalredaktion i Vimmerby. Han fortsatte som lokalredaktör till slutet av andra världskriget. Efter kriget flyttade han till Stockholm och blev författare på heltid. Han var från 1938 gift med översättaren Stina Hergin som var Astrid Lindgrens syster.

## Författarskapet
Hergin räknas till arbetarförfattarna och debuterade som romanförfattare 1930 med Deras livsuppgifter. Fram till 1943 använde han namnet Håkansson eller Håkanson. Han skrev även dramatik för radio och teater. I Hård klang och Berg - öppna dig behandlar Hergin först ett småländskt stenhuggarsamhälle och i den andra boken några arbetares försök att etablera sig som egna företagare. I Vinden vill jag jaga beskrivs en socialdemokratisk lokalredaktör som lämnar partiet i protest. 

### Översättningar
- Eiliv Odde Hauge: Flykten från Dakar (Flukten fra Dakar) (Tiden, 1952)
- Kåre Holt: Människor vid en gräns (Mennesker ved en grense) (Tiden, 1955)
- Kåre Holt: Det stolta nederlaget (Det stolte nederlag) (Tiden, 1957)
- Kelvin Lindemann: Medan näktergalen sjunger: funderingar över livet i min trädgård (Mens nattergalen synger) (Tiden, 1959)
- Poul Ørum: Skuggan vid min högra sida (Skyggen ved din højre hånd) (Tiden, 1961)
- Storm och myteri och andra historier från de sju haven (red. av Hans Hergin, övers. av Stina och Hans Hergin, Folket i bild, 1961)

## Källförteckning